# Christine Nougaret
Christine Nougaret (Saint-Mandé, 23 de noviembre de 1958) es un archivera francesa. Educada en la École Nationale des Chartes, fue archivera de la ciudad de Nantes. Desde 2007 ocupa la cátedra de archivística y de diplomática de la École des chartes.

## Obras
- Les instruments de recherche dans les archives, París, Archives nationales, 1999 (con Bruno Galland)
- Les archives privées : manuel pratique et juridique, París, Archives nationales, 2008
- L'Édition critique des textes contemporains, XIXe-XXe siècles, París, École nationale des chartes, 2015 (con Elisabeth Parinet)